# Gare de Mineyama
La gare de Mineyama (峰山駅, Mineyama-eki) est une gare ferroviaire localisée dans la ville de Kyōtango, dans la préfecture de Kyoto, au Japon. La gare est exploitée par la compagnie Kyoto Tango Railway, sur la ligne  Miyazu.

## Disposition des quais
La gare de Mineyama est une gare disposant de deux quais et de trois voies
| N° de voie | Ligne        | Direction |
| ---------- | ------------ | --------- |
| 1          | ▆ KTR Miyazu | Toyooka   |
| 2・3       | ▆ KTR Miyazu | Miyazu    |

## Gares/Stations adjacentes
| Kyoto Tango Railway |              |               |              |                    |
| Direction Toyooka   | Ligne Miyazu | Ligne Miyazu  | Ligne Miyazu | Direction Miyazu   |
| Amino T20           |              | Rapid Service |              | Kyōtango-Ōmiya T18 |
| Amino T20           |              | Local         |              | Yosano T18         |

- Les Limited Express Hashidate et Tango Relay s'arrêtent à cette gare

| Limited Express |  |             |  |       |
| Kyōtango-Ōmiya  |  | Hashidate   |  | Amino |
| Kyōtango-Ōmiya  |  | Tango Relay |  | Amino |